# Equipe bermudenha na Copa Davis
A equipe bermudenha na Copa Davis representa as Bermudas na Copa Davis, principal competição de tênis masculina por equipes do mundo. É administrada pela Bermuda Lawn Tennis Association.